# René Müller
René Müller [rené miler] (* 11. února 1959 Lipsko) je bývalý východoněmecký fotbalový brankář, reprezentant Východního Německa (NDR) a fotbalový trenér. Je považován za jednoho z nejlepších brankářů v historii NDR.

## Hráčská kariéra
Začínal v menším lipském klubu Aktivist Markkleeberg. V letech 1970–1990 byl hráčem Lokomotive Lipsko, kde se stal jednou z legend klubu. S mužstvem třikrát vyhrál východoněmecký pohár (1980/81, 1985/86 a 1986/87), ve východoněmecké lize se s ním umístil nejlépe na 2. místě (1985/86 a 1987/88). Velkým úspěchem bylo rovněž finále Poháru vítězů pohárů v sezoně 1986/87.
Dvakrát se stal východoněmeckým fotbalistou roku (1986 a 1987).

### Reprezentace
V reprezentačním A-mužstvu NDR odehrál celkem 46 utkání, což jej řadí historicky na 2. místo mezi brankáři za Jürgenem Croyem. Debutoval 15. února 1984 v Athénách proti domácímu Řecku (výhra 3:1), naposled reprezentoval 12. dubna 1989 v Magdeburgu v kvalifikačním utkání na MS 1990 proti Turecku (prohra 0:2).

### Evropské poháry
V evropských pohárech odehrál celkem 39 utkání. Devatenáct startů si připsal v Poháru vítězů pohárů (1981–1987; 1981/82: 8 startů/0 branek, 1986/87: 9/0, 1987/88: 2/0), dvacetkrát nastoupil v Poháru UEFA (1982–1988; 1982/83: 2/0, 1983/84: 6/0, 1984/85: 4/0, 1985/86: 4/0, 1988/89: 4/0).

### Prvoligová bilance
| Ročník           | Zápasy | Góly | Minuty | Nuly | Klub              |
| ---------------- | ------ | ---- | ------ | ---- | ----------------- |
| I. liga 1976/77  | 1      | 0    | 90     | 0    | Lokomotive Lipsko |
| I. liga 1978/79  | 1      | 0    | 34     | 0    | Lokomotive Lipsko |
| I. liga 1979/80  | 5      | 0    | 450    | 0    | Lokomotive Lipsko |
| I. liga 1980/81  | 25     | 0    | 2 171  | 6    | Lokomotive Lipsko |
| I. liga 1981/82  | 24     | 0    | 2 160  | 8    | Lokomotive Lipsko |
| I. liga 1982/83  | 26     | 0    | 2 280  | 9    | Lokomotive Lipsko |
| I. liga 1983/84  | 26     | 0    | 2 340  | 9    | Lokomotive Lipsko |
| I. liga 1984/85  | 26     | 0    | 2 340  | 11   | Lokomotive Lipsko |
| I. liga 1985/86  | 26     | 0    | 2 340  | 10   | Lokomotive Lipsko |
| I. liga 1986/87  | 26     | 0    | 2 340  | 12   | Lokomotive Lipsko |
| I. liga 1987/88  | 26     | 0    | 2 340  | 11   | Lokomotive Lipsko |
| I. liga 1988/89  | 26     | 0    | 2 340  | 8    | Lokomotive Lipsko |
| I. liga 1989/90  | 26     | 0    | 2 340  | 6    | Lokomotive Lipsko |
| I. liga 1990/91  | 26     | 0    | 2 340  | 10   | Sachsen Lipsko    |
| I. liga 1991/92  | 38     | 0    | 3 420  | 11   | Dynamo Drážďany   |
| I. liga 1992/93  | 34     | 0    | 3 015  | 12   | Dynamo Drážďany   |
| I. liga 1993/94  | 9      | 0    | 810    | 2    | Dynamo Drážďany   |
| II. liga 1994/95 | 5      | 0    | 450    | 1    | FC St. Pauli      |
| CELKEM I. LIGA   | 290    | 0    | 25 905 | 100  |                   |
| CELKEM I. LIGA   | 81     | 0    | 7 245  | 25   |                   |
| CELKEM II. LIGA  | 5      | 0    | 450    | 1    |                   |

## Trenérská kariéra
Po skončení hráčské kariéry se stal trenérem. Byl jak hlavním trenérem, tak trenérem brankářů.